# Dorothy Knode
Dorothy Head Knode, ameriška tenisačica, * 4. julij 1925, Richmond, Kalifornija, ZDA, † 25. oktober 2015, Novato, Kalifornija.
V posamični konkurenci je največji uspeh kariere dosegla v letih 1955 in 1957, ko se je dvakrat uvrstila v finale turnirja za Amatersko prvenstvo Francije, kjer sta jo premagali Angela Mortimer in Shirley Bloomer. Na turnirjih za Nacionalno prvenstvo ZDA se je najdlje uvrstila v polfinale v letih 1955 in 1957, kot tudi na turnirjih za Prvenstvo Anglije v letih 1955 in 1957. V konkurenci ženskih dvojic se je skupaj z Darlene Hard leta 1956 uvrstila v finale turnirja za Amatersko prvenstvo Francije.

## Finali Grand Slamov

### Posamično (2)

#### Porazi (2)
| Leto | Turnir                       | Nasprotnica v finalu | Rezultat finala |
| 1955 | Amatersko prvenstvo Francije | Angela Mortimer      | 6–2, 5–7, 8–10  |
| 1957 | Amatersko prvenstvo Francije | Shirley Bloomer      | 1–6, 3–6        |

### Ženske dvojice (1)

#### Porazi (1)
| Leto | Turnir                       | Partnerica   | Nasprotnici v finalu        | Rezultat finala |
| 1956 | Amatersko prvenstvo Francije | Darlene Hard | Angela Buxton Althea Gibson | 8–6, 6–8, 1–6   |